# Clifford Grey
Ne doit pas être confondu avec Clifford Gray (bobsleigh).
Clifford Grey (né le 5 janvier 1887 et mort le 25 septembre 1941) est un auteur-compositeur, acteur et librettiste. Né sous le nom de Percival Davis, il est aussi connu sous le nom de Clifford Gray, Tippi Gray, Tippi Grey, Tippy Gray et Tippy Grey.
En tant qu'écrivain, Grey est actif aux théâtres de West End et de Broadway, en tant que librettiste et parolier pour des compositeurs tels que Ivor Novello, Jerome Kern, Howard Talbot (en), Ivan Caryll et George Gershwin. Ses chansons les plus notables ont été écrites au début de sa carrière, en 1916 : If You Were The Only Girl In The World et Another Little Drink Wouldn’t Do Us Any Harm. Ses derniers succès incluent Spread a Little Happiness.

## Biographie

### Débuts
Grey est né à Birmingham, en Angleterre, de George Davis, un fabricant de fouets, et sa femme Emma, née Lowe. Il étudie à l'école King Edward VI. Après la fin de ses études en 1903, il travaille dans plusieurs postes de bureau, ne connaissant jamais de succès. Il devient un Pierrot avec une troupe locale, et prend comme nom de scène Clifford Grey. Le temps qu'il se marie en 1912, il abandonne la scène en faveur de l'écriture de parole pour le théâtre de West End. Sa femme est Dorothy Maud Mary Gould (1890 ou 1891–1940), qui fait partie de sa troupe. Ils ont ensemble deux filles ; Grey adopte aussi la fille de Gould. Leur mariage dure jusqu'à la mort de Dorothy.
En 1916, Grey collabore avec le compositeur américain Nat Ayer sur The Bing Boys Are Here (en), une revue démarrant à Londres en avril, qui contient deux des premiers succès de Grey, If You Were The Only Girl In The World et Another Little Drink Wouldn"t Do Us Any Harm. Il collabore avec Ayer sur  Pell-Mell, The Bing Girls Are There, The Other Bing Boys, The Bing Brothers On Broadway, and Yes, Uncle! et avec Herman Finck (en) dans Hullo, America!, Ivor Novello et Jerome Kern dans Theodore & Co, Howard Talbot (en) et Novello dans Who’s Hooper?, et Ivan Caryll dans Kissing Time. Sur le dernier spectacle, il travaille avec P.G. Wodehouse, qui était personnellement mitigé quant au talent de Grey, le voyant comme un spécialiste d'adaptation d'œuvres existantes plutôt qu'un talent original.

### Années 1920: Broadway et Hollywood
En 1920, Grey est invité à New York par Kern pour renouveler leur collaboration, et travaille sur Sally de Florenz Ziegfeld. Grey reste aux États-Unis pendant la majorité de la décennie, avec quelques retours à Londres pour Phi-Phi avec Henri Christiné (1922), The Smith Family avec Ayer (1922), et The Rainbow avec George Gershwin (1923). Pour Broadway, il fournit régulièrement des paroles – et quelques libretti – pour des comédies musicales et des revues. Ses collaborateurs sont Sigmund Romberg et Melville Gideon (en) sur quelques spectacles avec moins de succès, Vincent Youmans sur Hit The Deck (1927) et Rudolf Friml et Wodehouse sur The Three Musketeers (1928). C'est lors de ces années que Grey pratique en parallèle du bobsleigh de haut niveau.
Le cinéma attire Grey vers Hollywood. il travaille avec Victor Schertzinger sur le film de 1929 The Love Parade de Maurice Chevalier and Jeanette MacDonald, et avec Oscar Straus sur The Smiling Lieutenant (1931), et contribue dans des films avec une palette de vedettes, de Ramon Novarro à Lawrence Tibbett en passant par Marion Davies. Il écrit des scripts et des paroles pour quatorze films de Hollywood entre 1929 et 1931. En 1929, il returne temporairement à Londres, où il collabore avec Vivian Ellis sur Mr Cinders où se trouve l'une des chansons de Grey, Spread a Little Happiness.

### West End et dernières années
Retournant définitivement en Angleterre en 1932, Grey se concentre sur les spectacles de West End et le cinéma britannique. Son script de Rome Express (1932), une histoire d'espionnage, est « extrêmement populaire à son époque et crée virtuellement un sous-genre ». Il écrit plus de vingt scripts pour des films britanniques, habituellement pour des acteurs populaires, mais aussi My Song Goes Round the World (1934) et Mimi (1935), une adaptation de La Bohème, pour Gertrude Lawrence et Douglas Fairbanks Jr..
Durant les années 1930, des spectacles de Grey se produisent à la West End, écrits en collaboration avec d'anciennes connaissances et des nouvelles comme Oscar Levant, Johnny Green et Noel Gay (en),. À l'éclatement de la Seconde Guerre mondiale, Grey rejoint la Entertainments National Service Association (en) (ENSA), qui donne des spectacles à travers le pays et à l'étranger pour divertir les forces armées. En 1941, il présente un concert populaire à Ipswich lorsque la ville subit des bombardements massifs. Grey meurt deux jours plus tard, à l'âge de 54 ans, des suites d'une crise cardiaque due aux bombardements, et exacerbée par de l'asthme.

### Homonymie
Pendant de longue année, il fut associé à tort au sportif Clifford Gray, un double médaillé d’or olympiques en bobsleigh.